# Adam Wójcik (siatkarz)
Adam Wójcik (ur. 31 maja 1965 w Łodzi) – polski siatkarz.
Karierę siatkarską rozpoczął w klubie Wifama Łódź. Po kilku latach spędzonych w tym klubie przeniósł się do pierwszoligowego zespołu Gwardii Wrocław. Następnym klubem tego zawodnika był Chemik Kędzierzyn Koźle (obecnie ZAKSA). Reprezentował Polskę na międzynarodowych imprezach sportowych jako junior; reprezentacja Polski juniorów, z Adamem Wójcikiem w składzie, zajęła 4. miejsce na Mistrzostwach Świata w Ułan Bator w 1984.

## Osiągnięcia
- 1983 –  Brązowy medalista Mistrzostw Polski Juniorów
- 1984 – 4. miejsce na Mistrzostwach Świata Juniorów w Ułan Bator